# Bătălia de la Langensalza
Bătălia de la Langensalza s-a disputat în data de 9 iunie 1075 între forțele regelui german Henric al IV-lea și un grup de nobili saxoni răsculați pe malul râului Unstrut, în apropiere de Langensalza. Bătălia a constituit o victorie totală a lui Henric, având ca rezultat supunerea Saxoniei cu puțin înainte ca Lupta pentru învestitură dintre Papalitate și Imperiu să înceapă. Bătălia este cunoscută în Germania sub numele de Schlacht bei Homburg an der Unstrut ("Bătălia de la Homburg pe Unstrut").

## Context
De la începutul domniei sale, Henric al IV-lea suferiseră numeroase eșecuri în Saxonia. Încercările de restaurare a drepturilor regale asupra pădurilor nu au fost bine primite de către oamenii liberi saxoni, iar eforturile de extindere a pământurilor Coroanei în general ca și creșterea fiscului au întâmpinat rezistență. O politică de edificare de castele, începută încă din vremea tatălui său Henric al III-lea, a fost primită cu resentimente de către diferite grupuri din regiune. În particular, castelul Harzburg a devenit un simbol al tiraniei imperiale și era reținut ca o barieră în fața drepturilor saxonilor. Ca și tatăl său, Henric dorea să stabilească la Goslar capitala fixă a Regatului Germaniei. Henric izbutise deja să reprime rebeliunea condusă de Otto de Nordheim și ducele Magnus Billung de Saxonia (1070–1071). Regele l-a reținut pe Magnus prizonier la Harzburg, chiar și după ce acesta obținuse succesiunea în Ducatul de Saxonia din 1072. Acest lucru a escaladat tensiunile dintre curtea regală și saxoni; eliberarea ulterioară a lui Magnus în schimbul a 70 de suabi capturați din Lüneburg nu a reușit să încurajeze o îmbunătățire a relațiilor.
În 1073, câțiva episcopi și nobili au organizat rezistența împotriva regelui. Unele castele au fost asaltate, iar regele a trebuit să se refugieze de la Harzburg la Hessewech. În februarie 1074, el a ajuns la Gerstungen, unde insurgenții, în număr dublu față de forțele sale, l-au ajuns din urmă; el a căzut de acord asupra unora dintre concesii. Oamenii liberi, simțindu-se trădați de cptre nobili prin încheierea unui tratat de pace, au jefuit cu furie Harzburg, au distrus castelul și s-au dedat la numeroase sacrilegii (împrăștierea moaștelor familiei regale, alături de cele ale unui abate și ale Sfântului Anastasie), așa încât populația locală și autoritățile religioase au fost șocate. Henric s-a folosit de degenerarea situației pentru a relua ostilitățile. El a obținut sprijinul unor episcopi, al feudalilor mai mici și al burghezilor. În vreme ce Henric conducea o campanie împotriva maghiarilor, legații papali căutau să creeze o bază de susținere a rebelilor saxoni. În 1075, Otto de Nordheim, alături de contele palatin din Saxonia și episcopul Burchard al II-lea de Halberstadt și-au declarat în mod deschis ostilitatea, folosindu-se de violarea de către Henric a tratatului de la Gerstungen ca pretext. Ei au câștigat de partea lor mai mulți oameni liberi din Saxonia și Turingia, însă mulți nobili și țărani nu au răspuns apelului.
Regele Henric și-a instalat tabăra în Bredingen și a reușit să obțină defecțiunea unor mici nobili saxoni cu promisiunea de le asculta nemulțumirile. În luna iunie, el s-a deplasat la Langensalza.

## Bătălia
Plecarea lui Henric către Langensalza l-a adus pe acesta mai aproape de tabăra saxonilor. Cele două tabere s-au întâlnit pentru a da bătălia la Homburg în 9 iunie.
Armata saxonă includea câteva mii de oameni, însă, în conformitate cu tradiția saxonă, cei mai mulți dintre aceștia erau infanteriști. Ca ranguri, ei erau nobili și vasali ai acestora, alături de oameni liberi și servitori. Mulți dintre erau slab pregătiți în arta militară..
Armata lui Henric a înaintat în cinci coloane, în pofida terenului deschis de la sud de râul Unstrut. Saxonii s-au grăbit să iasă din castelul din Homburg călare, lăsându-i pe infanteriști în urmă.
Lupta care a urmat a fost mai puțin o bătălie decât o încăierare. O șarjă a celor din Suabia sub comanda lui Rudolf de Rheinfelden aproape a anihilat centrul armatei saxone. Conducătorii saxoni au reușit să încalece și să scape cu fuga, în vreme ce infanteriștii au fost mpcelăriți. S-a consemnat că un număr de câteva mii au murit înecați în râul Unstrut, iar armata lui Henric al IV-lea a pus mâna pe nenumărate prăzi.

## Urmări
Înfrângerea răsculaților a fost năucitoare pentru răsculați. Ea i-a șocat pe saxoni, iar susținătorii răscoalei au devenit disperați. Arhiepiscopul de Mainz a amenințat cu excomunicarea pe thuringieni. Henric și trupele sale au devastat Saxonia și Thuringia în zonele rurale, conducând astfel la foamete în aceste provincii. Arhiepiscopul de Magdeburg în cele din urmă a stabilit condițiile în care regele să încheie pacea cu rebelii. Henric a solicitat închisoarea pentru toți conducătorii răscoalei, alături de confiscarea fiefurilor acestora, și redistribuirea lor către susținătorii imperiali. Cu cât termenii erau mai duri, cu atât victoria completă obținută de Henric la Langensalza îi convingea pe aceștia să cadă la învoială. Prin gesturi pline de umilință, episcopii, nobilii și țăranii răsculați au sosit desculți în fața armatei regale și s-au supus lui Henric. După aceea, regele a fost de acord cu o întâlnire cu principii la Goslar cu ocazia Crăciunului pentru a se stabili soarta viitoare a Ducatului de Saxonia; el a încheiat prin a-l elibera pe Otto of Nordheim și a-l face vicerege al său în Saxonia. Henric a considerat în acest moment ca fiind definitiv rezolvată problema saxonă, însă Lupta pentru învestitură va întrerupe pacea imediat după aceea.